# De Dion-Bouton Type DW 4
Der De Dion-Bouton Type DW 4 ist ein Pkw-Modell aus den 1910er Jahren. Hersteller war De Dion-Bouton aus Frankreich.

## Beschreibung
Die Zulassung durch die nationale Zulassungsbehörde erfolgte am 28. Oktober 1912. Vorgänger war der Type DG mit einem Zweizylindermotor.
Der Vierzylindermotor hat 54 mm Bohrung, 110 mm Hub und 1008 cm³ Hubraum. Er war damals in Frankreich mit 8 Cheval fiscal (Steuer-PS) eingestuft. Er ist vorne im Fahrgestell montiert und treibt über ein Dreiganggetriebe und eine Kardanwelle die Hinterräder an. Der Wasserkühler ist direkt vor dem Motor hinter einem deutlich sichtbaren Kühlergrill.
Die Basis bildet ein Pressstahlrahmen. Der Radstand beträgt 2137 mm und die Spurweite 1150 mm. Die Fahrzeuglänge betrug 3130 mm.
Bekannt sind Aufbauten als Phaeton.
Das Modell wurde nur 1913 produziert. Nachfolger wurde der Type EJ 4, der am 4. September 1913 seine Zulassung erhielt.
Der Type DW 2 hat das gleiche Fahrgestell, aber einen Zweizylindermotor.